# Helicóptero militar

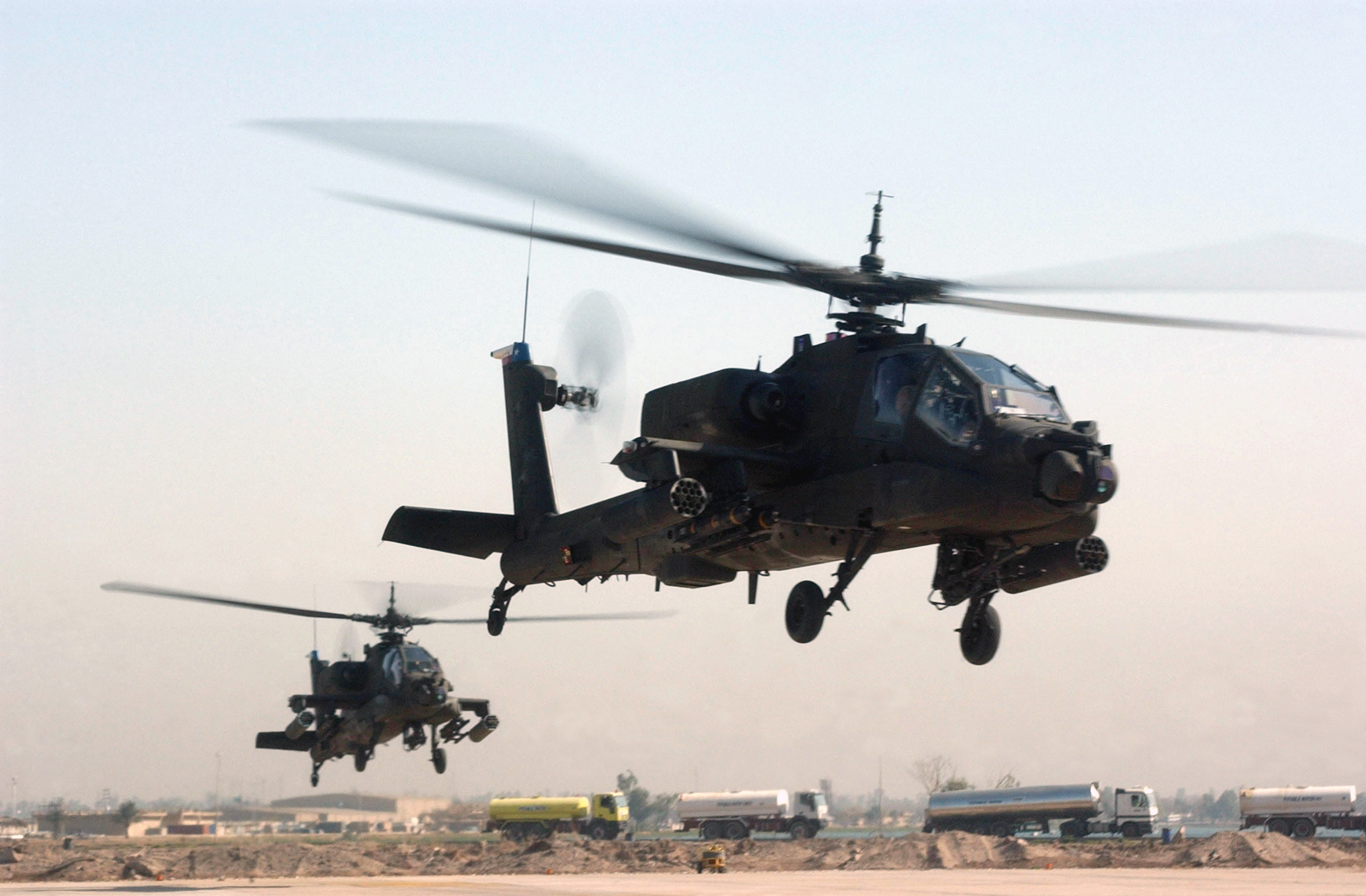
Dos helicópteros de ataque AH-64 Apache del Ejército de los Estados Unidos despegando de Camp Victory, en la Provincia de Bagdad, Irak.

Un helicóptero militar es, como su nombre indica, un helicóptero diseñado o modificado para propósitos militares. Se puede emplear para diferentes roles o misiones, aunque la misión de transporte táctico es la más común. Más allá de escenarios de combate, y no obstante su versatilidad, no son operables en condiciones meteorológicas adversas, o en zonas de desastre con daños a infraestructura y terreno. Algunas fuerzas armadas también poseen helicópteros de ataque, helicópteros armados y helicópteros especializados para llevar a cabo misiones específicas, entre las que se incluye, reconocimiento aéreo, búsqueda y rescate de combate (CSAR), evacuación médica (MEDEVAC), puesto de mando y control aerotransportado, y guerra antisubmarina (ASW).

## Historia

### Segunda Guerra Mundial
El helicóptero militar fue utilizado por primera vez durante la Segunda Guerra Mundial, el modelo fue construido en Alemania por sus dos diseñadores Henrich Focke y Gerd Achgelis, era un helicóptero funcional con una carga útil 700 kg. Obtuvieron un pedido de 100 unidades hacia el final de la guerra, pero se completaron únicamente 20 de los cuales 10 volaron alguna vez.
También en Alemania, Anton Flettner desarrolló una nave que tenía un mejor desempeño que las de Focke y Achgelis. Flettner diseñó un helicóptero con dos rotores, uno junto al otro, engranados entre sí. Bajo este principio se desarrollaron el tipo Fl 265. El Fl 282 era un modelo de reconocimiento, denominado "Colibrí", y aunque se construyeron varias unidades y algunas llegaron a volar, el proyecto sería cancelado. El principio de diseño desarrollado por von Flettner se estudió después de la guerra.
Los modelos de helicópteros de la Luftwaffe alemana durante la Segunda Guerra Mundial fueron:
- Flettner Fl 184
- Flettner Fl 265
- Flettner Fl 282 Kolobri
- Focke-Achgelis FA 223 Drache
- Focke-Wulf Fw 61

Por su parte Estados Unidos mostró por primera vez en 1944 el Sikorsky R-4.

## Tipos y funciones
Los helicópteros militares juegan un papel muy importante en las operaciones en tierra, mar y aire de las fuerzas armadas modernas. Generalmente los fabricantes desarrollan un fuselaje básico que se puede adaptar a diferentes funciones mediante la instalación de equipamiento específico para cada tipo de misión. Para reducir los costes de desarrollo el fuselaje básico puede modificarse. Además puede ser actualizado con nuevos motores y electrónica. Sus sistemas mecánicos y de vuelo pueden adaptarse a nuevos fuselajes para crear una nueva aeronave. Por ejemplo, el UH-1 ha dado lugar a un amplio número de modelos derivados mediante alargamientos y remotorizaciones, incluido el AH-1.
En los helicópteros modernos se han introducido sistemas modulares que permiten que la misma estructura de la aeronave pueda ser configurada para distintas funciones. Por ejemplo, el AgustaWestland AW101 en servicio en la Marina Real británica puede ser configurado para misiones de guerra antisubmarina o de transporte en unas cuantas horas. Para limitar los costos y al mismo tiempo mantener la flexibilidad, es posible extraer algunos sistemas. Por ejemplo las variantes AH-64D Apache del Ejército de los Estados Unidos están todas preparadas para poder montar el sistema de radar Longbow, pero no se adquirieron suficientes conjuntos para equipar a toda la flota; al ser un sistema removible se pueden intercambiar entre los helicópteros, y se montan sólo en los que lo necesiten.

### Equipamiento
La mayoría de los helicópteros militares poseen blindajes. Sin embargo, dicho equipamiento está limitado por su potencia y capacidad de carga, así como por el espacio que ocupa la carga útil. El blindaje más amplio protege la cabina de pilotaje, máquinas, transmisión y tanques de combustible. Las líneas de combustible, cables de control y eje de potencia del rotor de cola pueden estar recubiertos de blindaje fabricados de kevlar. Los helicópteros más fuertemente blindados son los de ataque, asalto y los de fuerzas especiales.
En los helicópteros de transporte el compartimiento de transporte puede estar parcial o completamente blindado. Así, algunos helicópteros poseen asientos de pasajeros protegidos con kevlar y dejan el resto del compartimiento sin blindaje. La supervivencia del helicóptero es mejorada mediante la redundancia y localización de componentes para protección de unos a otros interponiendo su propia masa. En el caso de la familia de helicópteros Black Hawk UH-60 se usan dos motores y pueden volar con solamente uno de ellos, los motores están separados por la transmisión y situados de tal manera que si es atacado por uno de los flancos, el motor de ese lado puede proteger a la transmisión y al otro motor de los daños.

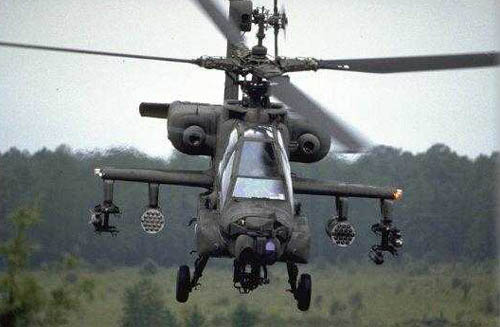
El Boeing AH-64 Apache está concebido para maximizar su supervivencia frente a ataques, los dos motores están en compartimentos blindados separados a cada lado de la transmisión, el fuselaje y el tren de aterrizaje forman una estructura deformable, y conformada por cinco armoured spars each, que según el fabricante, los rotores son capaces de resistir disparos de cañón automático de hasta 23 mm. Por otro lado, se afirma haber derribado al menos un AH-64 con armas de bajo calibre.

El equipamiento electrónico como la radio de comunicación, navegación y contramedidas electrónicas y medios de identificación amigo/enemigo son equipamiento común en todos los helicópteros militares. Sin embargo, los sistemas instalados son hechos a medida en el caso de helicópteros con misiones específicas: cámaras ópticas e infrarrojas de helicópteros de reconocimiento; sonares sumergibles y radares de búsqueda para helicópteros antisubmarinos; radio transceptores y computadoras para radioenlace y puesto de comando aéreo, entre otros.
El blindaje, sistemas de supresión de fuego, mejoras en sistemas dinámicos y electrónicos son invisibles al ojo no experto. Como medida de reducción de costos algunas naciones y fuerzas han intentado usar helicópteros esencialmente comerciales para propósitos militares. El Ejército de China está llevando a cabo un aumento rápido de sus regimientos de asalto aéreo con la versión civil del 
Mil Mi-17. Estos helicópteros sin blindaje ni contramedidas electrónicas son útiles para entrenamiento y reconocimiento fotográfico, pero insuficientes para combate.

### Helicópteros de ataque
Los helicópteros de ataque son helicópteros armados usados para combate antitanque y apoyo aéreo cercano. El primer helicóptero de ataque moderno fue el Bell AH-1 Cobra de la época de la Guerra de Vietnam, que introdujo el formato ahora clásico de piloto y artillero sentados en tándem en un fuselaje estrecho, con armas montadas en el morro y armamento externo como cohetes y misiles cargado en estructuras alares. Para permitir encontrar y distinguir sus objetivos los helicópteros de ataque modernos están equipados con sensores muy sofisticados, como el sistema de radar de frecuencia extremadamente alta Longbow usado en el AH-64D Apache Longbow.

Helicópteros de ataque
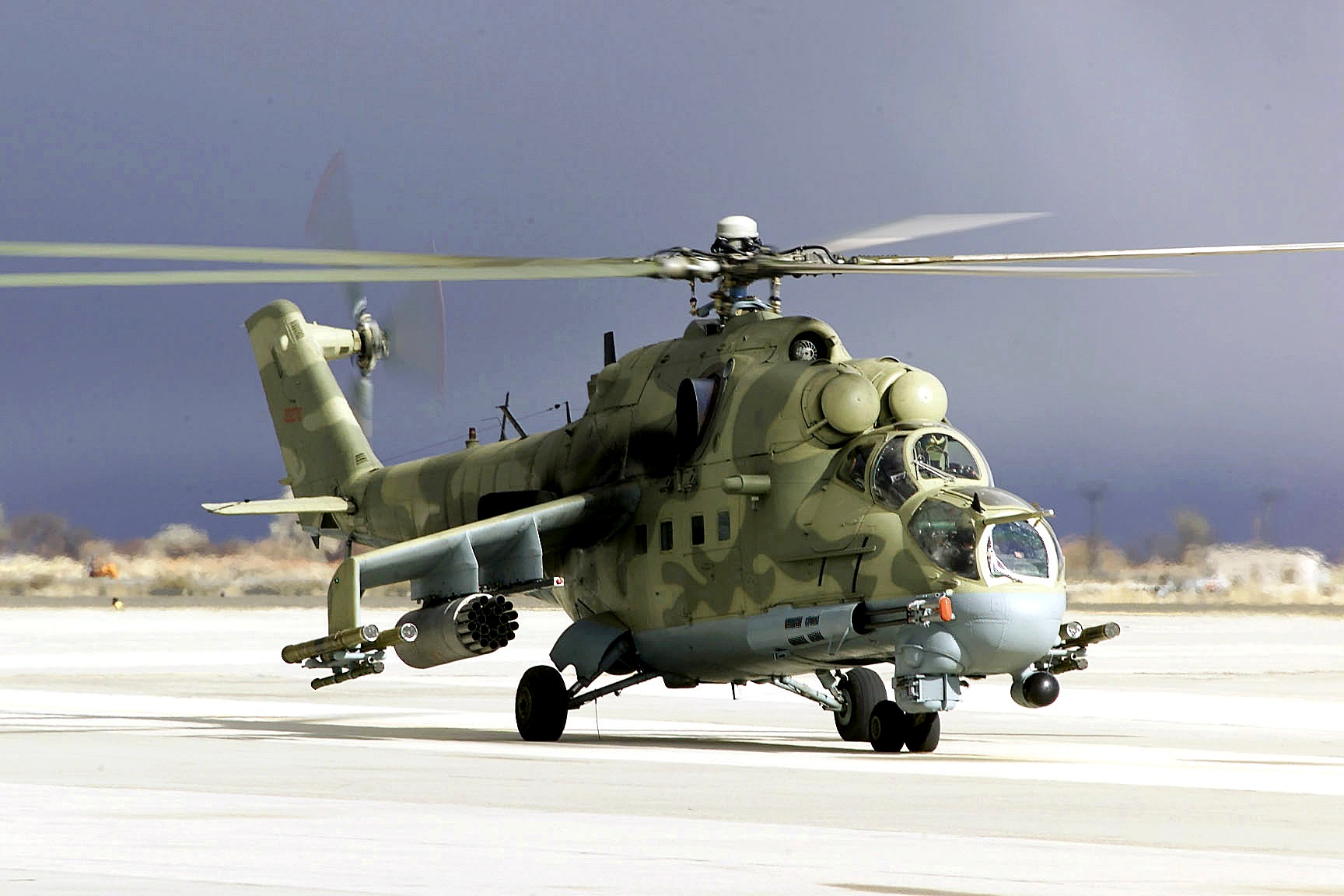
Helicóptero de ataque con capacidad para tropas Mi-24P "Hind-F".
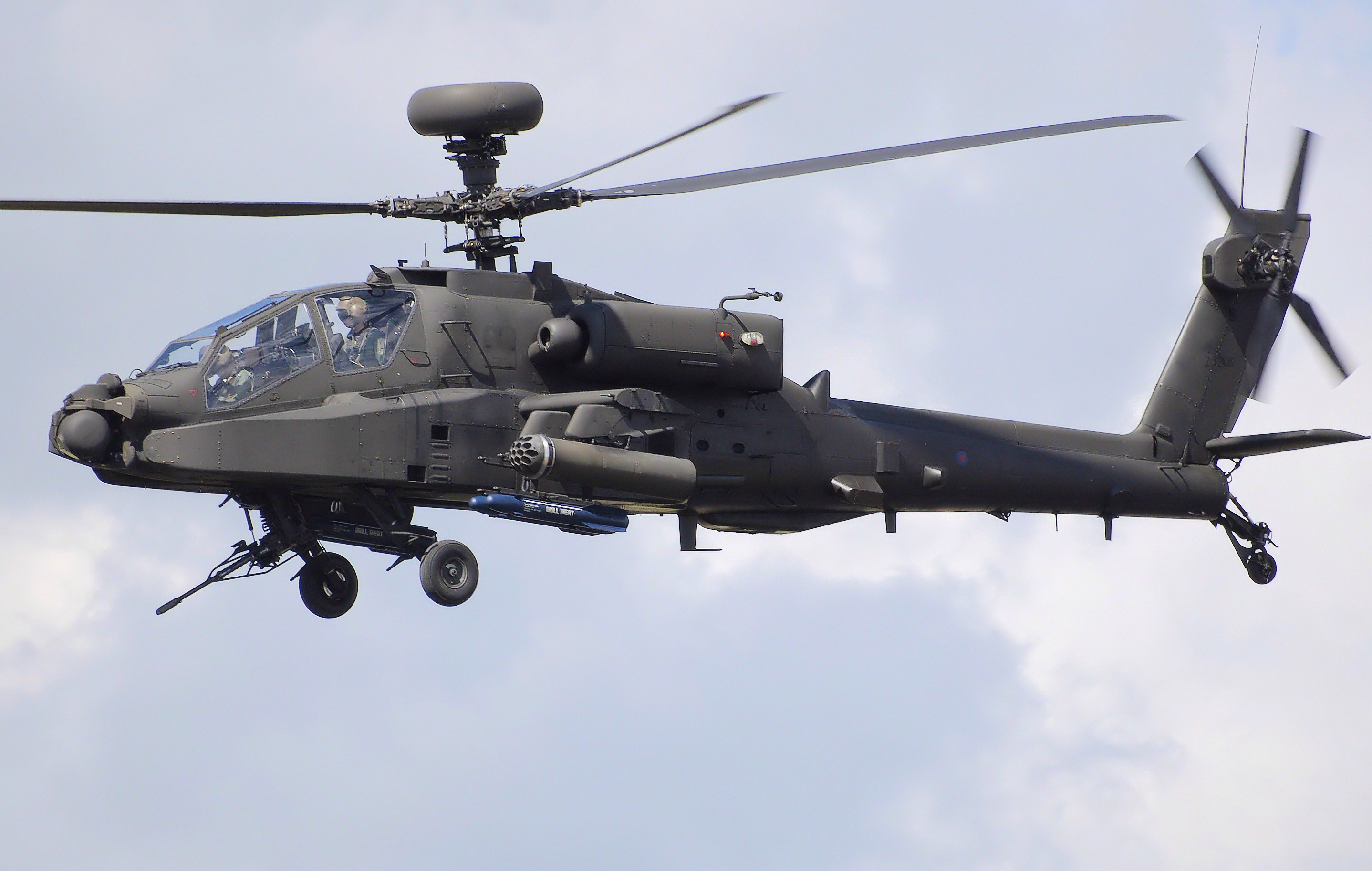
Westland WAH-64 Apache del Ejército Británico.
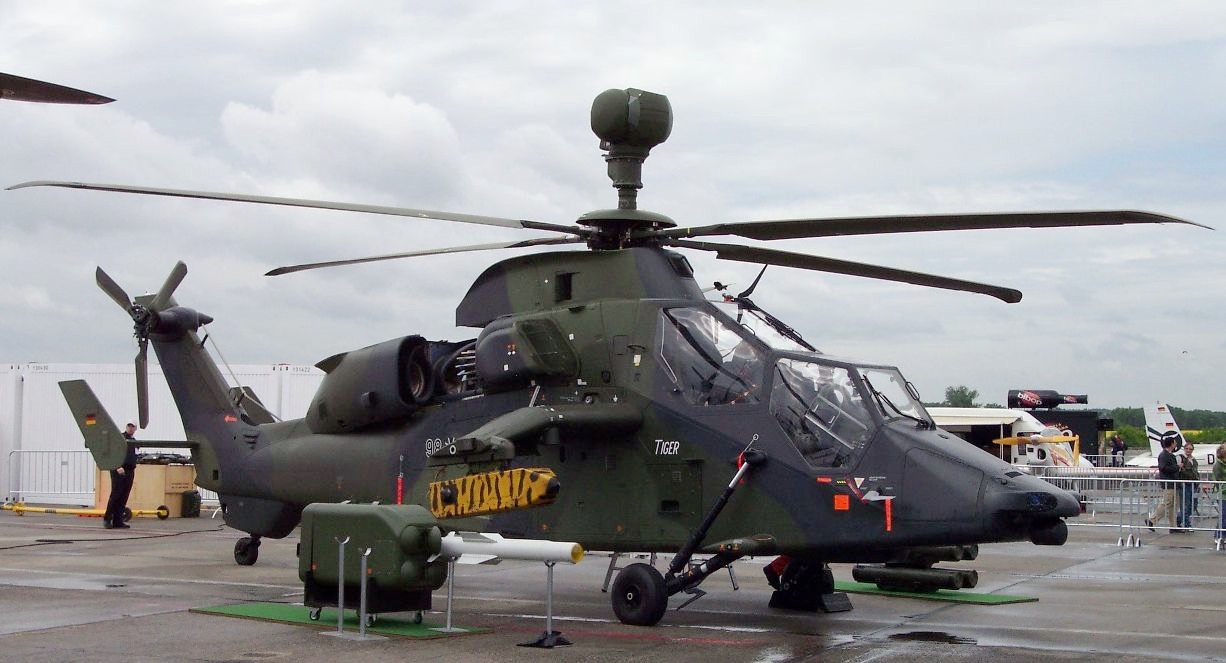
Eurocopter Tiger UHT del Ejército Alemán.
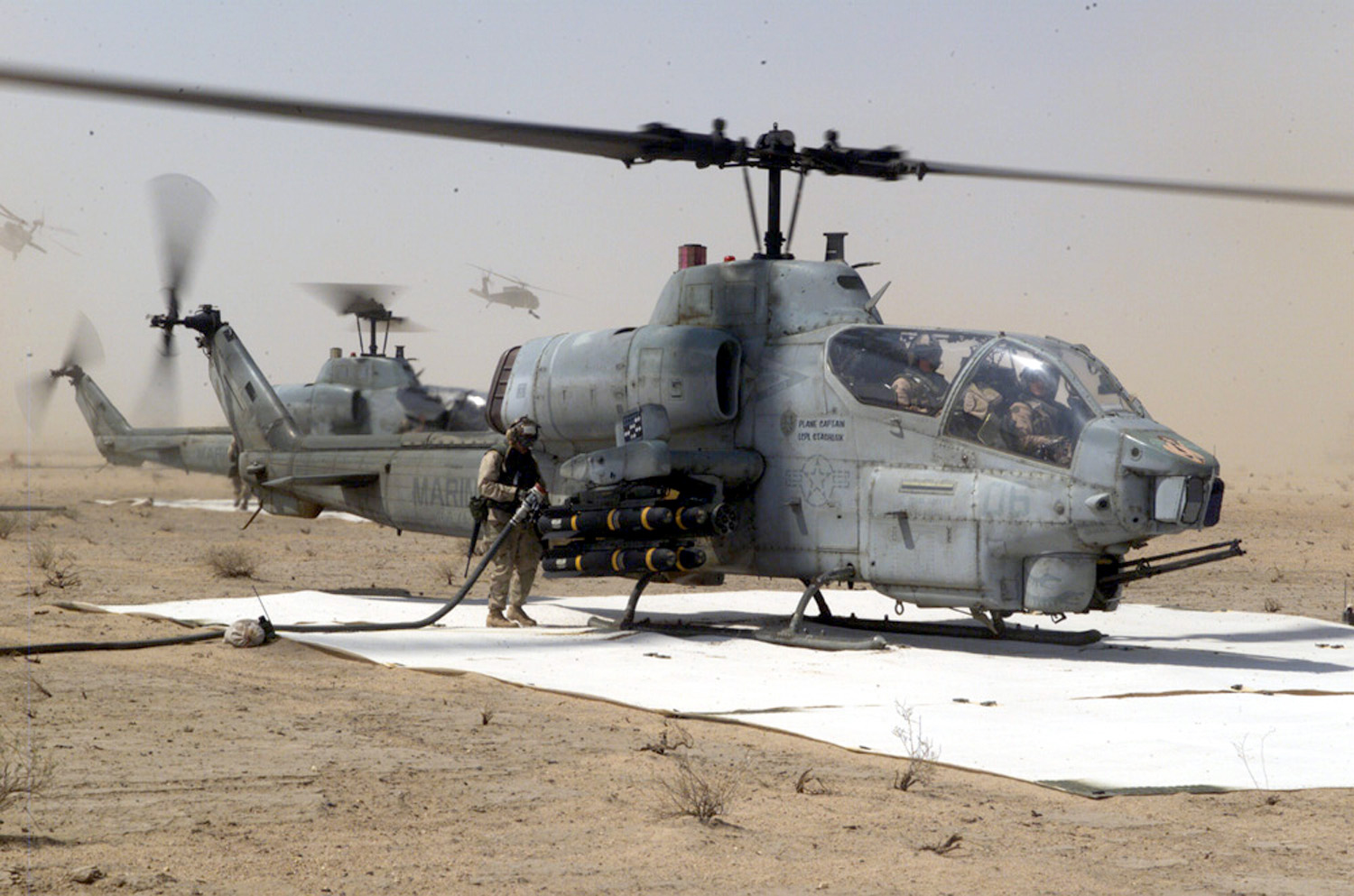
AH-1 SuperCobra de los Marines estadounidenses durante la Guerra de Irak.

### Helicópteros de transporte militar

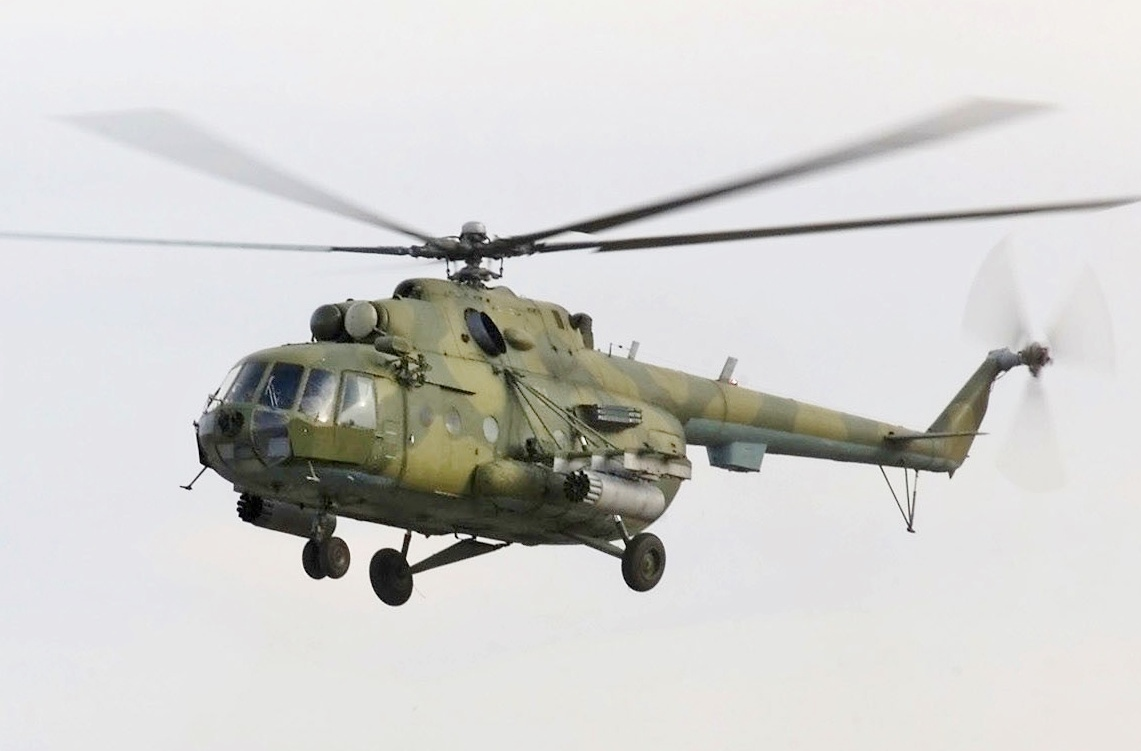
Un Mi-17 de Kazajistán, algunos modelos de la familia Mil Mi-8 pueden transportar tropas embarcadas y una carga sustancial de armamento simultáneamente.

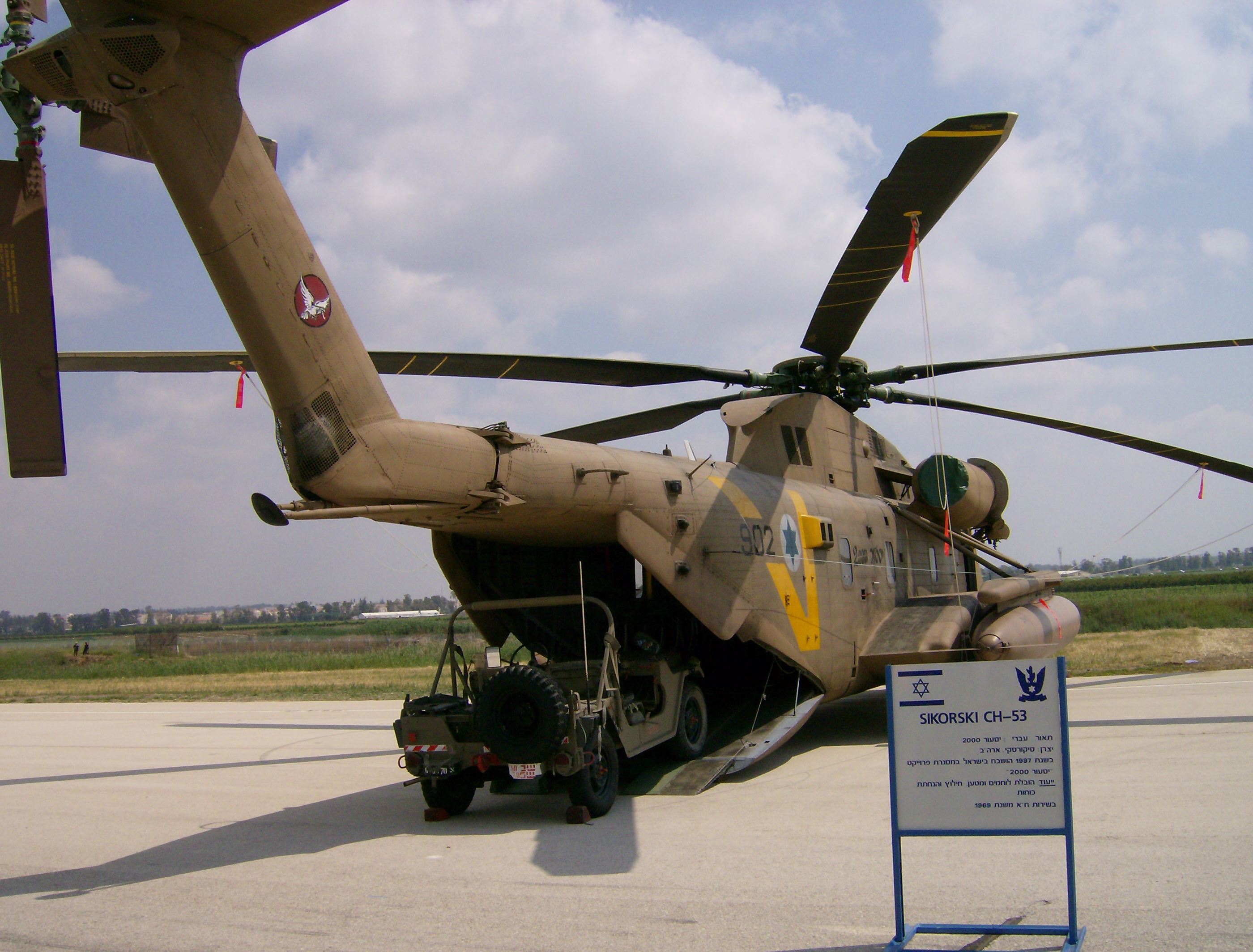
Un Sikorsky CH-53 de la Fuerza Aérea Israelí cargando un jeep.

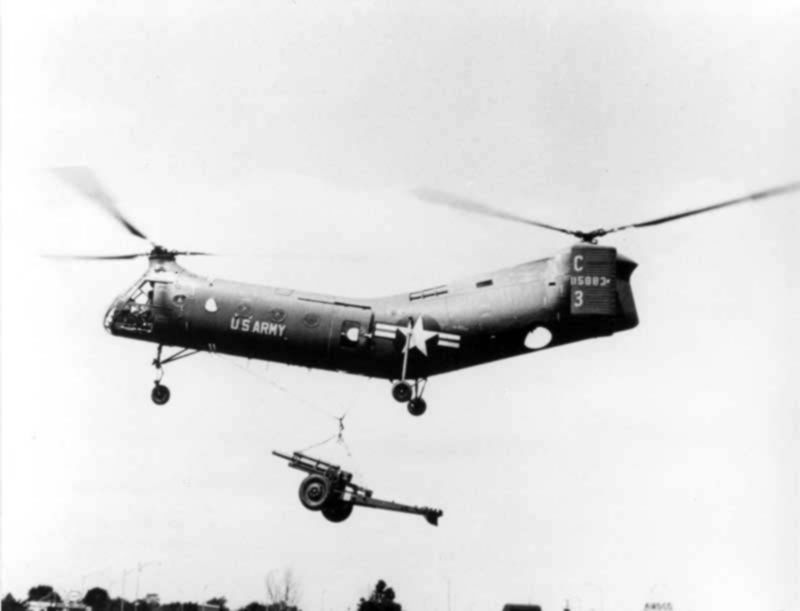
Un Piasecki H-21 estadounidense transportando un obús de 105 mm mediante eslinga.

Los helicópteros de transporte militar son usados en lugares donde el uso de aviones convencionales es imposible. Debido a esto, el helicóptero de transporte militar es el recurso de transporte primario del Cuerpo de Marines de los Estados Unidos. Las posibilidades de aterrizaje del helicóptero son casi ilimitadas, y donde es imposible aterrizar, por ejemplo una jungla densamente arbolada, la habilidad del helicóptero para quedarse suspendido en el aire permite desplegar tropas mediante rápel y descenso rápido con cuerda.
Los helicópteros de transporte son operados para asalto tanto sea con material liviano o pesado. Los helicópteros para asalto aéreo suelen ser más pequeños que los de transporte, y diseñados para desplazar una sección de infantería (de 6 a 8 soldados) y su equipo. Los helicópteros para la función de asalto generalmente están armados tanto para su autoprotección durante el trayecto como para la supresión del enemigo en la zona de aterrizaje. Este armamento puede estar en forma de artilleros de puerta, o la modificación del helicóptero con estructuras alares y pilones para llevar misiles y compartimentos de cohetes. Por ejemplo el Sikorsky S-70 equipado con el ESSM (External Stores Support System) y la variante Hip E del Mil Mi-8 pueden llevar tanto armamento externo como algunos helicópteros de ataque. El helicóptero de asalto puede considerarse como un sucesor moderno del planeador militar.
No todos los ejércitos son capaces de operar la amplia variedad de helicópteros de transporte existente, por esto probablemente el tipo de helicóptero especializado más extendido es el helicóptero mediano de transporte. Estas aeronaves generalmente tienen capacidad de trasladar una sección de infantería (de 6 a 20 soldados) y son capaces de cargar artillería remolcada o vehículos ligeros de forma interna o mediante eslinga. A diferencia de los helicópteros de asalto, éstos no suelen ser enviados para aterrizar directamente en el medio de una zona en combate, pero son usados para reforzar y reabastecer zonas de aterrizaje tomadas por la oleada de asalto inicial. Como ejemplos se incluyen las versiones desarmadas del Mil Mi-8, el Eurocopter Super Puma y el CH-46 Sea Knight. 
Los helicópteros para cargas pesadas son los más grandes y potentes del tipo de transporte. Los modelos en servicio están actualmente limitados al CH-53 Sea Stallion y el derivado CH-53E Super Stallion, el CH-47 Chinook, el Mil Mi-26 y el Aérospatiale Super Frelon. Estos aparatos son capaces de transportar patrullas de hasta 80 soldados y de mover vehículos blindados de combate pequeños (usualmente cargados mediante eslinga pero también internamente). Estos helicópteros operan como transporte táctico de la misma manera que lo hacen los aviones de transporte turbohélice pequeños. La menor velocidad, el menor alcance y el mayor consumo de combustible de los helicópteros está más que compensado por su habilidad de operar en cualquier parte.

### Helicópteros de observación
Inicialmente estos helicópteros estaban limitados a la observación directa por parte de los tripulantes. La mayoría empleaban cabinas de vuelo redondas de cristal para maximizar la visibilidad. Con el tiempo el ojo humano fue suplido por sistemas de sensores ópticos cada vez mejores. Hoy día estos incluyen láseres multifunción capaces de actuar como sistemas de detección y rango LIDAR y láseres designadores de objetivos, cámaras de bajo nivel de luz, equipos de visión nocturna y sistemas de infrarrojo de barrido frontal. Frecuentemente estos se hallan montados en un sensor óptico estabilizado dentro de una esfera. Estas esferas de sensores pueden encontrarse en varias posiciones, como el morro, teniendo como ventaja de reducir la desorientación cuando son empleados como apoyo a la navegación nocturna. Otras posiciones incluyen el techo de la cabina y la punta del mástil de rotor. Tales posiciones permiten a la mayoría de los helicópteros permanecer ocultos cuando se utilizan perfiles bajos y adaptados al perfil del terreno.

### Helicópteros utilitarios

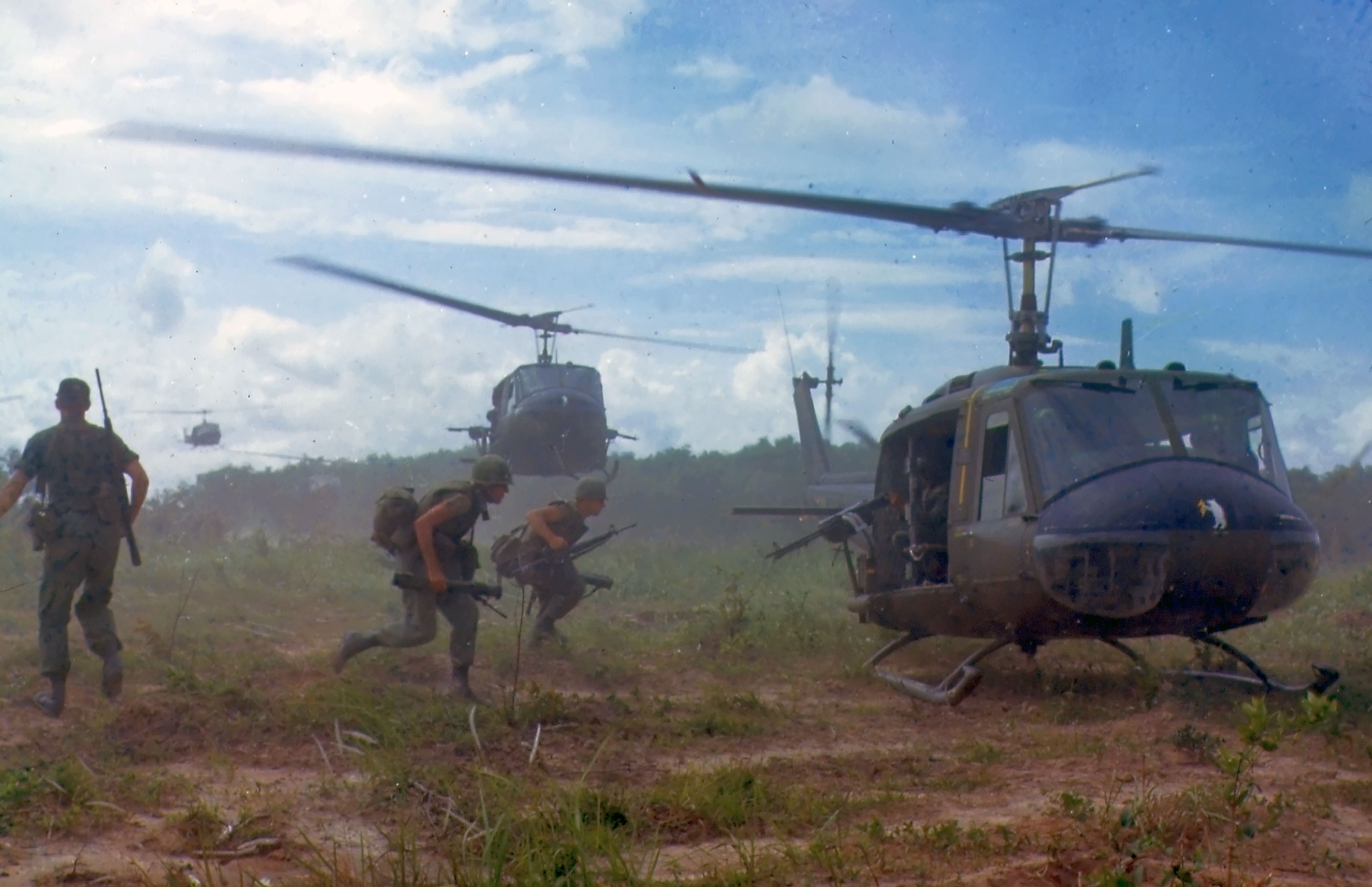
Helicópteros UH-1D evacuando a soldados del 2° Batallón del 14.° Regimiento de Infantería estadounidense, 1966.

El helicóptero utilitario es una aeronave versátil. El mismo helicóptero básico puede ser equipado para distintos papeles especializados, por ejemplo, existen versiones antitanque, antisubmarino, de búsqueda y rescate, de transporte y VIP del Eurocopter Dauphin y sus variantes. En una configuración utilitaria, el mismo helicóptero puede ser rápidamente configurado para llevar a cabo cualquier misión encomendada, quizás no tan bien como un helicóptero especializado, pero si lo suficientemente bien. La razón para emplear helicópteros utilitarios en lugar de helicópteros especializados es que no todos los usuarios pueden mantener una gama completa de helicópteros especializados, pudiendo ser de índole:
- financiera - un país o Fuerza Armada no puede comprar y mantener todos los helicópteros que necesita.
- tecnológica - el PZL W-3 Sokół es el único modelo de helicóptero fabricado por Polonia y está siendo adaptado para cumplir las necesidades de helicópteros de diversos países
- operativa - los buques de asalto anfibio solamente pueden transportar un número limitado de helicópteros, por lo cual éstos tienen que cumplir todas las misiones posibles.
- política - la Fuerza Aérea no le permite al Ejército operar helicópteros que sobrepasen ciertas dimensiones y capacidades.

### Helicópteros navales

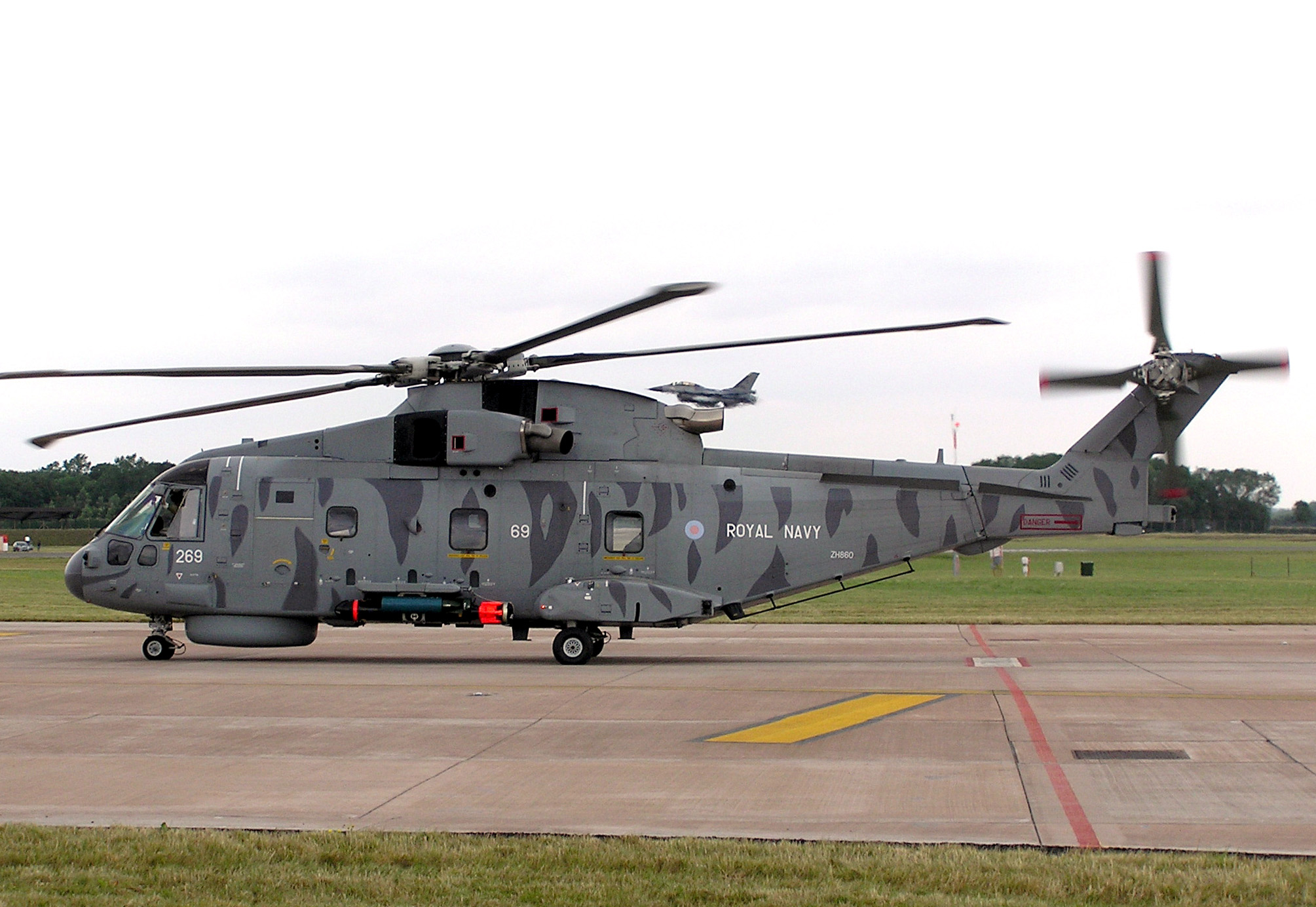
Un helicóptero antisubmarino y de transporte medio AgustaWestland EH101 Merlin de la Royal Navy.

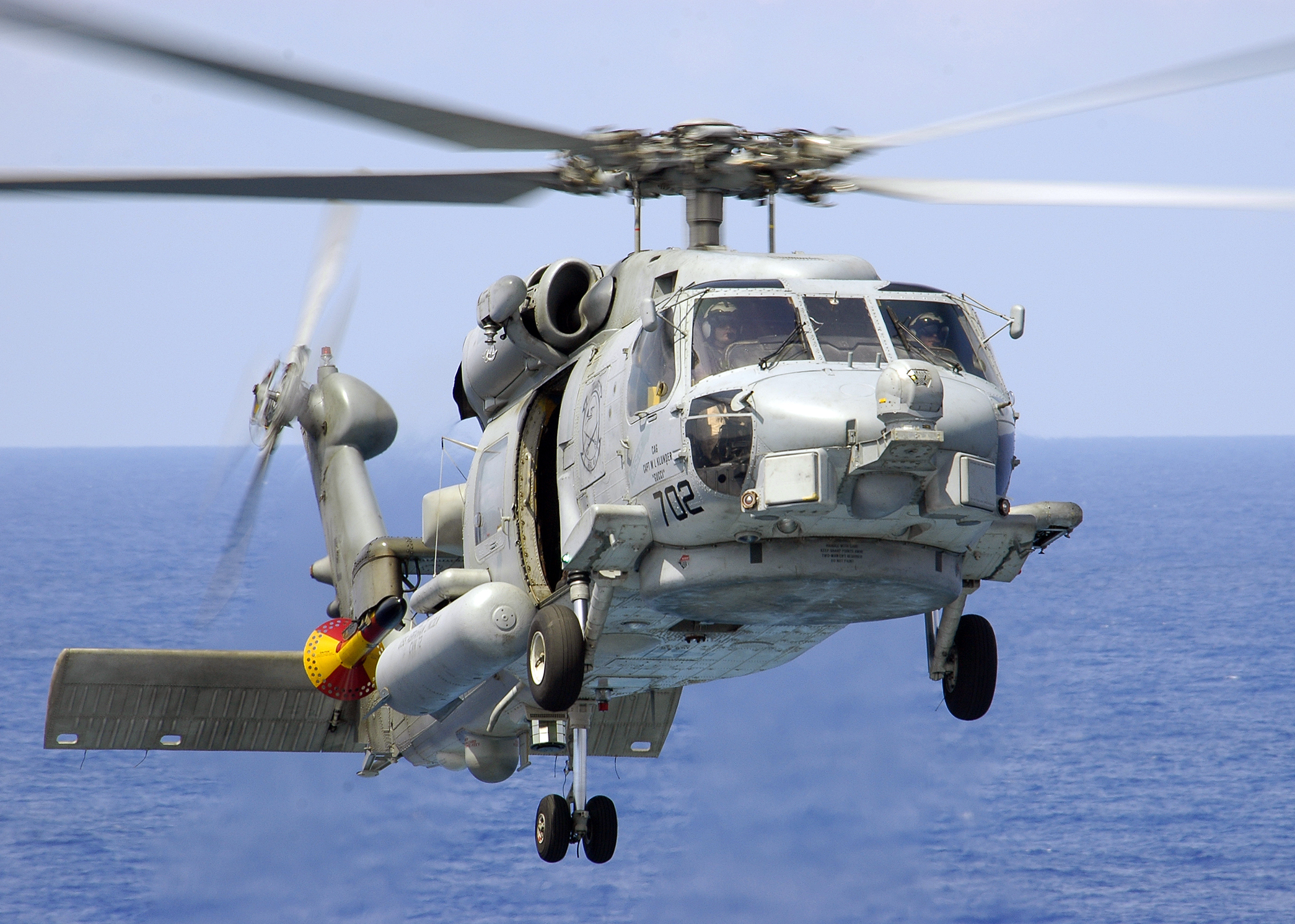
Un helicóptero naval Sikorsky SH-60B Seahawk de la Armada de los Estados Unidos.

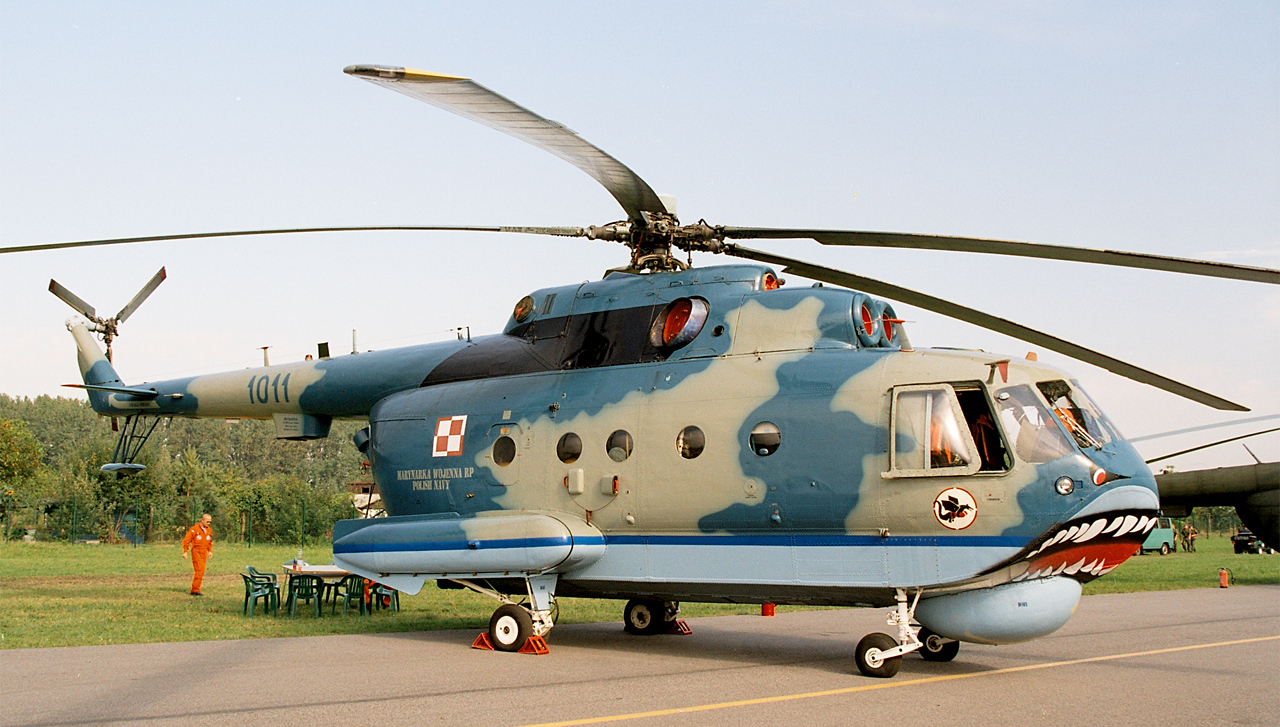
Un Mil Mi-14PŁ de la Marina Polaca en el Radom Air Show de 2005.

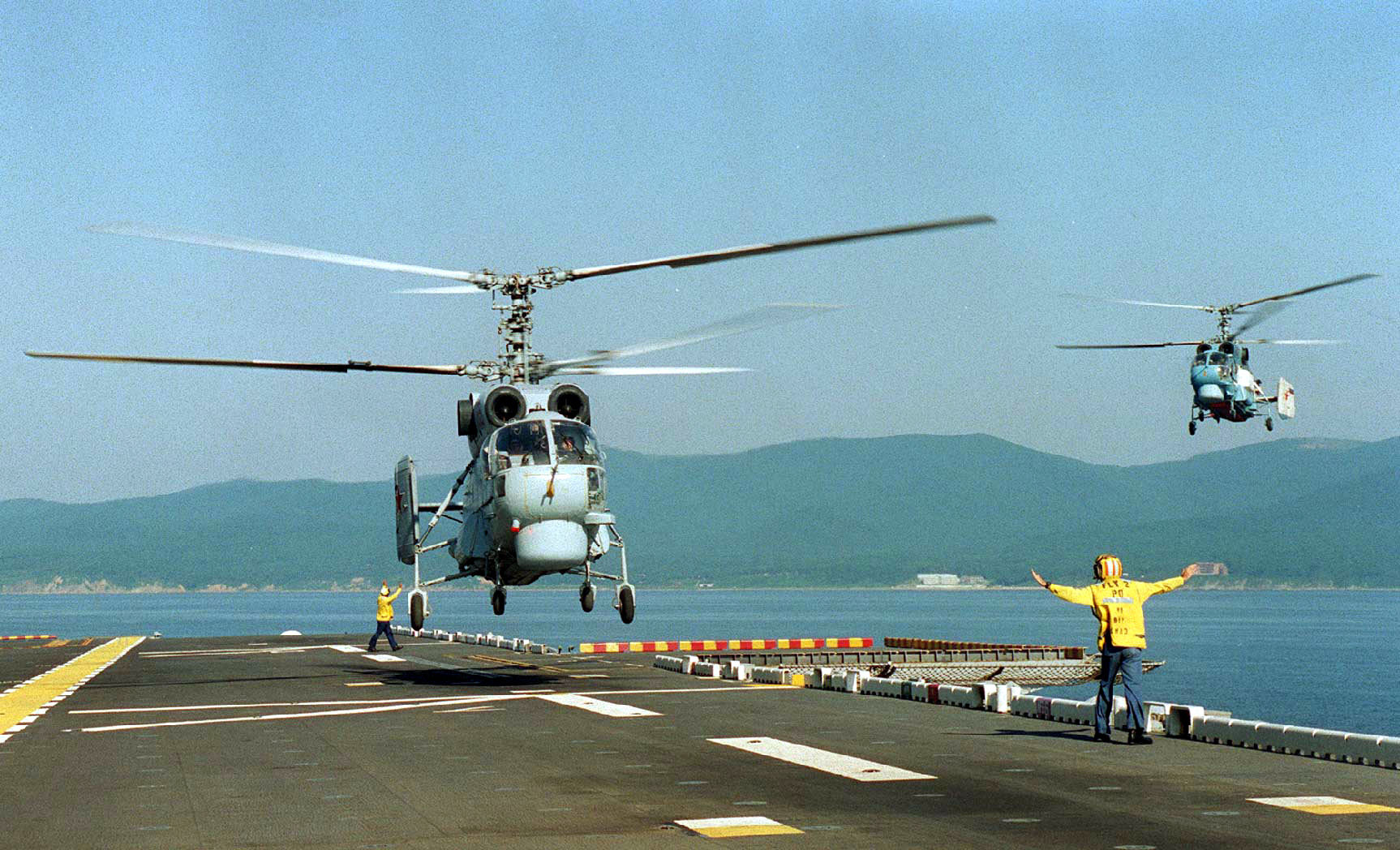
Helicópteros embarcados Kamov Ka-25 de la Armada Rusa.

Los primeros usos prácticos de los helicópteros navales comenzaron cuando los Sikorsky R-4 y Sikorsky H-5 estuvieron disponibles para las armadas estadounidense y británica y fueron desplegados en los buques de guerra, al principio complementando y posteriormente reemplazando aeronaves de observación lanzadas mediante catapulta. Otra aplicación de estos primeros helicópteros fue como aeronaves de salvamento operando desde portaaviones para recuperar pilotos caídos al mar. 
Cuando la tecnología de los helicópteros maduró con el incremento de la carga útil y de la resistencia se añadió la guerra antisubmarina a su repertorio de misiones. Inicialmente los helicópteros se emplearon como sistemas de lanzamiento de armas, atacando desde el aire con sus torpedos y cargas de profundidad basándose en la información proporcionada por su buque nodriza y otros buques de guerra. En la década de 1960 los motores turboeje y la miniaturización permitieron desarrollar helicópteros más pequeños como el Westland Wasp, capaces de operar desde fragatas, y helicópteros como el SH-3 Sea King, equipado con sonar completamente sumergible, radar y equipo detector de anomalías magnéticas que le permiten actuar de forma autónoma respecto al buque nodriza.
Los helicópteros navales desempeñan las siguientes tareas:
- Reconocimiento y patrulla.
- Guerra antisubmarina (ASW).
- Guerra antisuperficie (ASuW).
- Guerra anfibia.
- Transporte.
- Reabastecimiento vertical (VERTREP).
- Búsqueda y rescate en tiempo de paz (SAR) o en combate (CSAR).
- Evacuación médica (MEDEVAC) o en situación de catástrofe.
- Instrucción.
- Dragado de minas.

### Helicópteros para búsqueda y rescate y fuerzas especiales
Con la entrada en servicio de los helicópteros, inicialmente fueron usados para funciones de búsqueda y rescate (SAR, por sus siglas en inglés). Estas aeronaves tienen ventaja sobre los aviones convencionales gracias a su capacidad de suspenderse, despegar y aterrizar casi en cualquier lugar, aunque al principio su limitada capacidad y rango obstaculizaban su efectividad. Por ejemplo en una misión en la campaña de Burma un helicóptero tuvo que realizar varios vuelos para evacuar a los pasajeros de un transporte que se había estrellado. Para la guerra de Corea la tecnología de los helicóptero había progresado hasta el punto de poder completar un amplio rango de misiones de rescate. En misiones de búsqueda y rescate en combate (CSAR), los rescatadores serían desplegados mediante helicópteros para localizar, estabilizar y extraer la tripulación derribada tras las líneas enemigas.P ara evacuaciones médicas (CASEVAC/MEDEVAC, por sus siglas en inglés), helicópteros como el Bell 47 minimizaron el tiempo de traslado de los heridos desde la línea del frente hacia los hospitales.
En la  guerra de Vietnam la Aviación de Estados Unidos contó con helicópteros Sikorsky S-61R (Jolly Green Giant) y MH-53 Pave Low (Super Jolly Green Giant) para misiones de búsqueda y rescate en combate. Blindados, equipados con numerosas ametralladoras pequeñas y con los mejores sensores de navegación y vuelo nocturno disponibles, estas aeronaves eran las más sofisticadas y poderosas de los helicópteros norteamericanos de transporte. Después de la guerra el MH-53 fue continuamente  actualizado.

### Helicópteros de entrenamiento
Algunas fuerzas utilizan versiones de sus helicópteros operacionales, usualmente la clase ligera, para entrenamiento de pilotos. Por ejemplo, la fuerza aérea británica emplea el Aérospatiale Gazelle en operaciones regulares y de entrenamiento. Otras fuerzas manejan para introducción helicópteros elementales. La Armada de México adquirió algunos helicópteros Robinson R22 y R44 para este propósito.

## Tácticas y operaciones
Aunque no son esenciales para las operaciones de combate, los helicópteros proporcionan una ventaja considerable a sus operadores al ser un multiplicador de fuerza. Para maximizar su impacto, los helicópteros son utilizados en una aproximación de fuerzas combinadas.

### Guerra de alta intensidad
Las tácticas de helicóptero en la guerra de alta intensidad en el mundo occidental fueron desarrolladas en el contexto de la Guerra Fría. Las fuerzas de helicópteros de la OTAN fueron consideradas un elemento crítico para paliar cualquier posible ataque masivo por parte de un número aplastante de soldados y blindados soviéticos. Durante muchos años, la principal fortaleza de esas fuerzas fueron los helicópteros antitanque de primera generación como el Aérospatiale Alouette II francés y el Westland Scout británico. Estaban armados con misiles aire-tierra como los SS.11 y SS.12. Posteriormente esos helicópteros fueron reemplazados con los Aérospatiale Gazelle y MBB Bo 105, armados con misiles HOT, en servicio francés y alemán respectivamente, y el Westland Lynx, armado con misiles TOW, en servicio británico. En lugar de llevar a cabo un ataque de frente, las fuerzas de helicópteros serían usados para encauzar las fuerzas invasoras para que se hiciesen cargo de ellas los blindados, puestos de artillería y ataques aéreos de la OTAN.

## Fabricantes

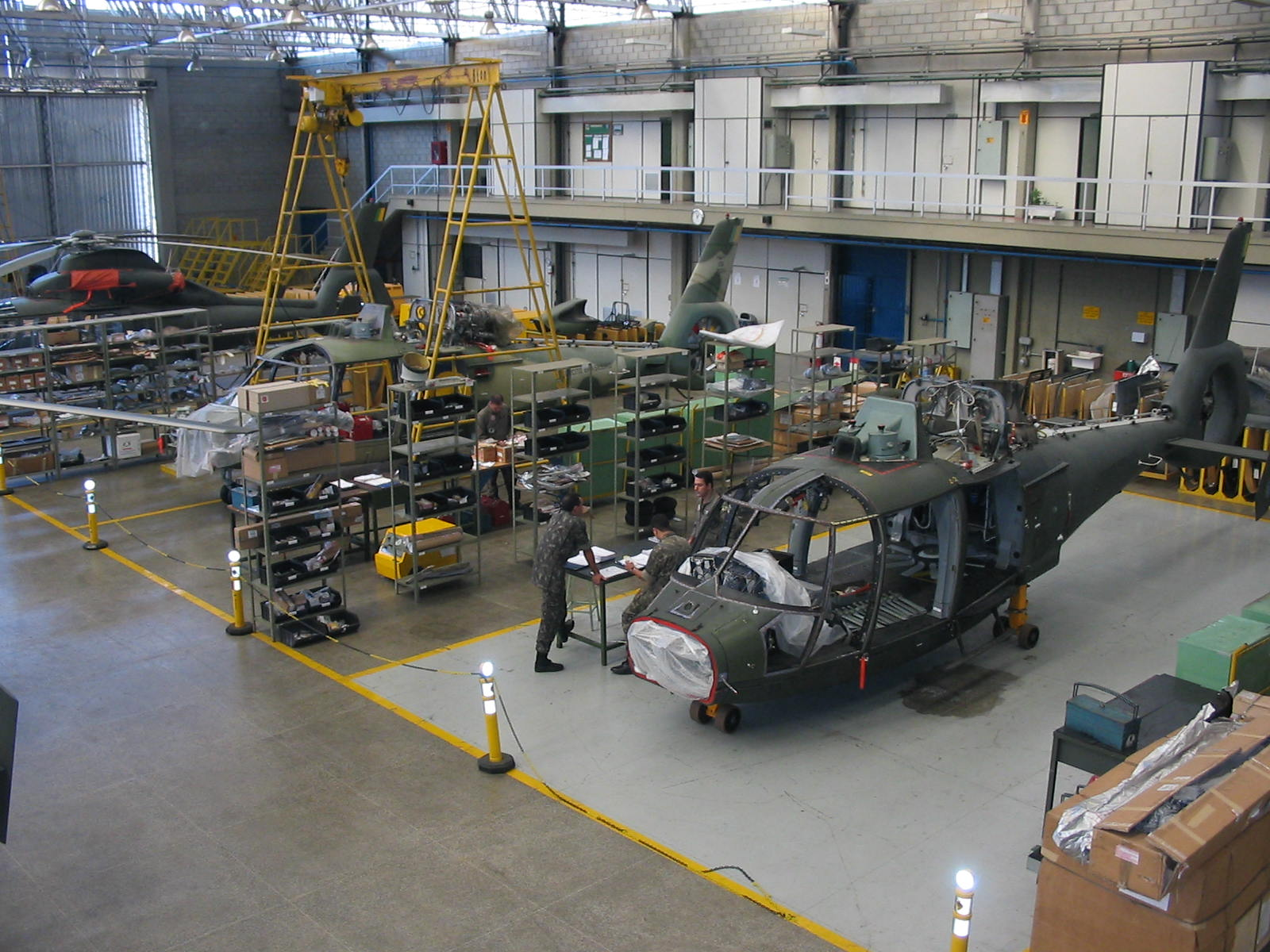
Hangar de mantenimiento de helicópteros militares

Existen dos categorías de fabricantes de helicópteros, aquellos con capacidad para diseñar, certificar y fabricar nuevos diseños de helicópteros y aquellos que sólo tienen la capacidad para fabricar diseños existentes bajo licencia. Boeing Vertol es un ejemplo del primer tipo y Kawasaki Heavy Industries, que produjo bajo licencia diseños de Boeing Vertol durante su historia reciente, era un ejemplo del segundo tipo (en la actualidad ya produce helicópteros de diseño propio).
Los mayores fabricantes de helicópteros en Europa Occidental son Airbus Helicopters y Leonardo. En Estados Unidos de América las tres grandes compañías que quedan son Boeing (tras la fusión de Boeing Vertol y McDonnell Douglas), Bell Helicopter y Sikorsky Aircraft.
Una reorganización en 2006 de la industria del helicóptero en Rusia creó Oboronprom, una compañía holding para reunir la Planta de Helicópteros Mil de Moscú y las Manufacturing Plants. 

### Más información
En inglés
- FM 1-100 Army Aviation Operations from 21 February 1997 by Headquarters Department of the Army at GlobalSecurity.org
- FM 1-108 Doctrine For Army Special Operations Aviation Forces from 3 November 1993 by Headquarters Department of the Army at GlobalSecurity.org
- FM 1–111 Aviation Brigades from 27 October 1997 by Headquarters Department of the Army at GlobalSecurity.org
- FM 1-112 Attack Helicopter Operations from 2 April 1997 by Headquarters Department of the Army at GlobalSecurity.org
- FM 1-113 Utility and Cargo Helicopter Operations from 25 June 1997 by Headquarters Department of the Army at GlobalSecurity.org
- FM 1-114 Air Cavalry Squadron and Troop Operations from 1 February 2000 by Headquarters Department of the Army at GlobalSecurity.org
- FM 1-120 Army Air Traffic Service Contingency and Combat Zone Operations from 22 May 1995 by Headquarters Department of the Army at GlobalSecurity.org
- FM 1-140 Helicopter Gunnery from 29 March 1996 by Headquarters Department of the Army at GlobalSecurity.org
- FM 3-04.500 Army Aviation Maintenance from 26 September 2000 by Headquarters Department of the Army at GlobalSecurity.org